# Tomotaka Kitamura
Tomotaka Kitamura (japanisch 北村 知隆 Kitamura Tomotaka; * 27. Mai 1982 in der Präfektur Mie) ist ein ehemaliger japanischer Fußballspieler.

## Karriere
Kitamura erlernte das Fußballspielen in der Schulmannschaft der Yokkaichi Chuo Technical High School. Seinen ersten Vertrag unterschrieb er 2001 bei den Yokohama FC. Der Verein spielte in der zweithöchsten Liga des Landes, der J2 League. 2006 wurde er mit dem Verein Meister der J2 League. Für den Verein absolvierte er 143 Ligaspiele. 2007 wechselte er zum Ligakonkurrenten Montedio Yamagata. 2008 wurde er mit dem Verein Vizemeister der J2 League und stieg in die J1 League auf. Am Ende der Saison 2011 stieg der Verein in die J2 League ab. Für den Verein absolvierte er 152 Ligaspiele. Danach spielte er bei den Veertien Kuwana. Ende 2013 beendete er seine Karriere als Fußballspieler.